# Svjetionik Cordouan
Svjetionik Cordouan (fr. Phare de Cordouan) je svjetionik koji se nalazi 7 kilometara od obale u Atlanskom oceanu, na negostoljubivom plitkom stjenovitom platou u blizini estuarija Gironde u Francuskoj regiji Nouvelle-Aquitaine. Visinom od 68 metara deseti je najviši tradicionalni svjetionik na svijetu. 
Cordouan najstariji je svjetionik u Francuskoj; započet 1584., a završen 1611. godine, te stoji i danas u svom izvornom obliku. Dizajnirao ga je vodeći pariški arhitekt Louis de Foix u stilu renesansne kao amalgam kraljevske palače, katedrale i utvrde. 
Kao francuski povijesni spomenik (Monument historique) zaveden je 1862. godine, a UNESCO ga je prepoznao kao mjesto svjetske baštine 2021. godine kada je upisan na popis mjesta svjetske baštine u Europi kao „utjelovljenje razdoblja arhitektonske i tehnološke povijesti svjetionika, izgrađen s namjerom da se nastavi tradiciju poznatih svjetionika antike, ilustrirajući umijeće gradnje svjetionika u razdoblju obnovljene plovidbe kada su svjetionici igrali važnu ulogu kao teritorijalne oznake i kao instrumenti sigurnosti”.

## Povijest i odlike
Mali svjetionički tornjevi postojali su na otočiću još od 880. godine, ali prvu pravu građevinu sagradio je engleski kraljević Edward, jer je Guienne u 14. st. bila engleska pokrajina. Toranj je bio visok 16 metara, s platformom na vrhu na kojoj je mogla neprestano gorjeti vatra i kojom bi upravljao vjerski pustinjak. Prolazeći brodovi plaćali su prolazak s dva groata (kovanica), što je najstarija zabilješka svjetioničkog danka. Osim tornja, na otočiću je sagrađena i mala kapela. 
U drugoj polovici 16. stoljeća toranj je propao, a opasnost za plovidbu prijetila je trgovini vina iz Bordeauxa. To je dovelo do izgradnje sadašnjeg svjetionika. De Foix je najprije sagradio okruglu podlogu promjera 41 metra i visine 2,4 metra kako bi podnijeli navalu valova. Unutar nje nalazio se prostor za čuvanje zaliha površine 1,9 m². Iznad njega izgrađena su četiri kata, sve manje površine. Prizemlje se sastojalo od kružnog tornja promjera 15 metara, s unutarnjim zidom i sobama četiri čuvara. U središtu je bilo bogato uređeno predsoblje površine 2 m² i visine 6,1 m. Na drugom je katu bio „Kraljev stan” koji se sastojao od salona, predsoblja i određenog broja ormara. Treći kat bila je kapela s kupolastim krovom značajna po ljepoti mozaika. Iznad ovoga bio je sekundarni fenjer, a iznad toga glavni fenjer na visini od 49 metara iznad razine mora i vidljiv s 5–6 morskih milja. Ovo monumentalno remek-djelo pomorske signalizacije ukrašeno je pilastrima, stupovima modiljonima i vodorigama. Njegovi arhitektonski oblici crpili su inspiraciju iz antičkih modela, renesansnog manirizma i specifičnog arhitektonskog jezika francuske inženjerske škole École des Ponts et Chaussées.
Svjetionik je preuredio inženjer Joseph Teulère koncem 18. stoljeća. Tada mu je povećana visina na današnjih 67,5 m i promjenila se njegova rasvjetna komora koja svjedoči o napretku znanosti i tehnologije tog razdoblja. Teulère je osmislio prvu rotirajuću rasvjetnu antenu koja se sastojala od Argandove svjetiljke koju je okretao stroj koji je izradio urar u Dieppeu. Gorivo je bila mješavina kitovog ulja, maslinovog ulja i ulja repice.
Prvi rotirajući sustav Fresnelovih leća, izum Augustina-Jeana Fresnela, postavljen je na Cordouanu 1823. godine. Svjetlo je 1907. zamijenjeno petrolejskim plinom, a 1948. električnom energijom. Svjetionik je u potpunosti automatiziran 2006. godine, ali ga još opskrbljuju svjetioničari čiji je posao sačuvati ovaj posebno stari i povijesni svjetionik i služiti kao turistički vodiči. Nakon što je u kolovozu 2019. godine svjetionik Cap Fréhel ispratio svoje posljednje svjetioničare, svjetionik Cordouan je posljednji svjetionik u Francuskoj u kojemu još uvijek žive i rade svjetioničari.